# Кармельский тунель
32°47′24″ пн. ш. 35°00′19″ сх. д. / 32.79001667° пн. ш. 35.00514444° сх. д.
Кармельский тунель (івр. ‏ ‏מנהרות הכרמל‏‎‎) — транспортний тунель в місті Хайфа, Ізраїль. Сполучає північно-східну і південно-західну частини Хайфи. Загальна довжина становить 6,5 км. Тунель має скоротити час, що витрачається на поїздки з однієї частини міста в іншу. Тунелю присвоєно номер 23 в системі автомагістралей Ізраїлю.

## Загальні відомості
Тунель має дві ділянки довжиною 1,6 км і 3,2 км по два паралельних тунелю у кожному, розташованих під горою Кармель. Тунель має по дві смуги руху в кожному напрямку. Східний сегмент, коротший, протяжністю 1650 метрів, пролягає від розв'язки Рупіна (поруч з торговим центром «Гранд Каньйон») до перехрестя Чек-пост. Західний сегмент, завдовжки 3200 метрів, проходить від розв'язки Рупіна до Хоф ха-Кармель. У районі розв'язки Рупіна організовані з'їзди, які дають можливість потрапити в різні квартали центральної частини міста.
- Висота тунелів - 6,5 метрів
- Ширина кожного тунелю - 10 метрів
- Глибина прокладки - 100-240 метрів

Пропускна здатність тунелю - близько 70 тисяч транспортних засобів на добу. Тунель дозволяє перетнути всю Хайфу від Чек-поста до південного виїзду з міста за 6-8 хвилин при швидкості 80 км/год. Крім того, тунель позбавив транзитний транспорт від необхідності проїзду через центр міста. Для порівняння, поїздка від району парку високих технологій «Матам» до перехрестя Чек-Пост по дорозі, що не проходить через тунель, займає близько півгодини, а в години пік - досягає і 50 хвилин; рух на цьому маршруті регулюють 27 світлофорів.
В'їзди і виїзди з тунелю обладнані касовими терміналами. На червень 2013 року, вартість проїзду по одній частині тунелю для приватного автомобіля становить 7 шекелів, для громадського транспорту - 29 шекель, для вантажівок 39 шекелів. Крім того, передбачений абонемент - такий же, як на шосе 6.
Через тунель проходить маршрут автобусної компанії Егед під номером 101.